# The Other Improv
«The Other Improv» es una canción de la banda de grunge estadounidense, Nirvana. Una versión demo fue incluida en el box-set With The Lights Out

## Historia
Originalmente, "The Other Improv" iba a ser incluida en el tercer álbum de estudio de Nirvana "In Utero". La canción fue sacada de la lista de canciones y no fue escuchada hasta que el demo original fue incluido en el box set With the Lights Out en el año 2004.

## Curiosidades
- La línea "My milk is her shit" también se encuentra en "Milk It".
- Esta canción apareció en agosto de 2002, cuando un Trader pasó a ver "Seasons In The Sun", en un servicio de intercambio de MP3 en internet, pero para su sorpresa, él encontró que la mayoría de los demos de esta sesión de estudio estaban disponibles en un formato de mp3 a 192kps.
- La canción está intitulada y dura alrededor de 6:25.
- Kurt Cobain está claramente cantando la canción y mucha de la letra de la canción es indescifrable, y hasta ahora nadie está seguro si los músicos intercambiaron sus instrumentos.